# معرونة
معرونة قرية في منطقة التل من محافظة ريف دمشق.
تقع على سفح سلسلة جبال القلمون الشرقية، يعتنق جميع سكانها الديانة المسيحية، ذات طبيعة جبلية وعرة، يعتمد سكانها على زراعة الزيتون والتين وتربية المواشي، ويطل عليها دير مار الياس الحي الأثري.